# Zhang Xiaoyi
Pour les articles homonymes, voir Zhang.
Dans ce nom chinois, le nom de famille, Zhang, précède le nom personnel.
Zhang Xiaoyi (né le 25 mai 1989 à Changzhou) est un athlète chinois, spécialiste du saut en longueur. Il mesure 1,86 m pour 65 kg. Son club est le Jiangsu.

## Palmarès
| Date | Compétition                   | Lieu           | Résultat | Marque |
| ---- | ----------------------------- | -------------- | -------- | ------ |
| 2006 | Championnats d'Asie juniors   | Macao          | 1er      | 7,78 m |
| 2006 | Championnats du monde juniors | Pékin          | 3e       | 7,86 m |
| 2011 | Jeux mondiaux militaires      | Rio de Janeiro | 2e       | 7,90 m |
| 2012 | Championnats d'Asie en salle  | Hangzhou       | 5e       | 7,61 m |

### Records
| Épreuve                     | Performance | Lieu   | Date            |
| --------------------------- | ----------- | ------ | --------------- |
| Saut en longueur            | 8,27 m      | Jinan  | 22 octobre 2009 |
| Saut en longueur (en salle) | 8,20 m      | Nankin | 13 février 2012 |